# Little Entente of Women
Little Entente of Women (LEW), var en internationell organisation för kvinnors rättigheter, grundad i Rom 1923.
Organisationen grundades som en samarbetsorganisation för kvinnors rättigheter i östra Europa.